# 日本短角種
日本短角種（にほんたんかくしゅ、英語：Japanese Shorthorn）は、牛の品種の一つであり、肉牛として飼育される。

## 歴史
旧南部藩内にいた南部牛（南部牛については和牛の項を参照）に、アメリカから輸入したショートホーンを岩手県岩泉町釜津田で交雑したのが祖とされ、その後北海道で更にショートホーン、デイリーショートホーン、デボン、エアシャー各種が交雑されたが、1936年（昭和11年）青森でショートホーンを輸入し交配した。1943年（昭和18年）東北地方北部で県別に標準体型が作られ、褐毛東北種と称した。
その後標準体型が統一され、1957年（昭和32年）日本短角種と命名された。

## 生産状況
国内肉用種の1 - 2 %ほどがこの種であると推測され、東北に大部分が、次いで北海道に少数が飼育されている。
このうち、岩手県内で飼育・生産されたものはとくに「いわて短角和牛」として地域団体商標に登録されている。

## 身体・特徴
- 毛色は濃赤褐色単色で、そけい部白斑のものもいる。
- 鼻鏡、蹄、角は飴色、有角である。
- 体格は和牛の中では大きく、成雌で体高130 cm、体重500 kg（雄で140 cm、800 kg）におよぶ。
- 肉用型の体型で体積もあり、中躯は長いが後躯は淋しい。
- 産肉能力は1日増体量700 g、枝肉歩留60 %程度。
- 筋繊維がやや荒く、脂肪沈着も黒毛和種に劣る。
- 粗飼料の利用性は良い。